# Reise über drei Meere

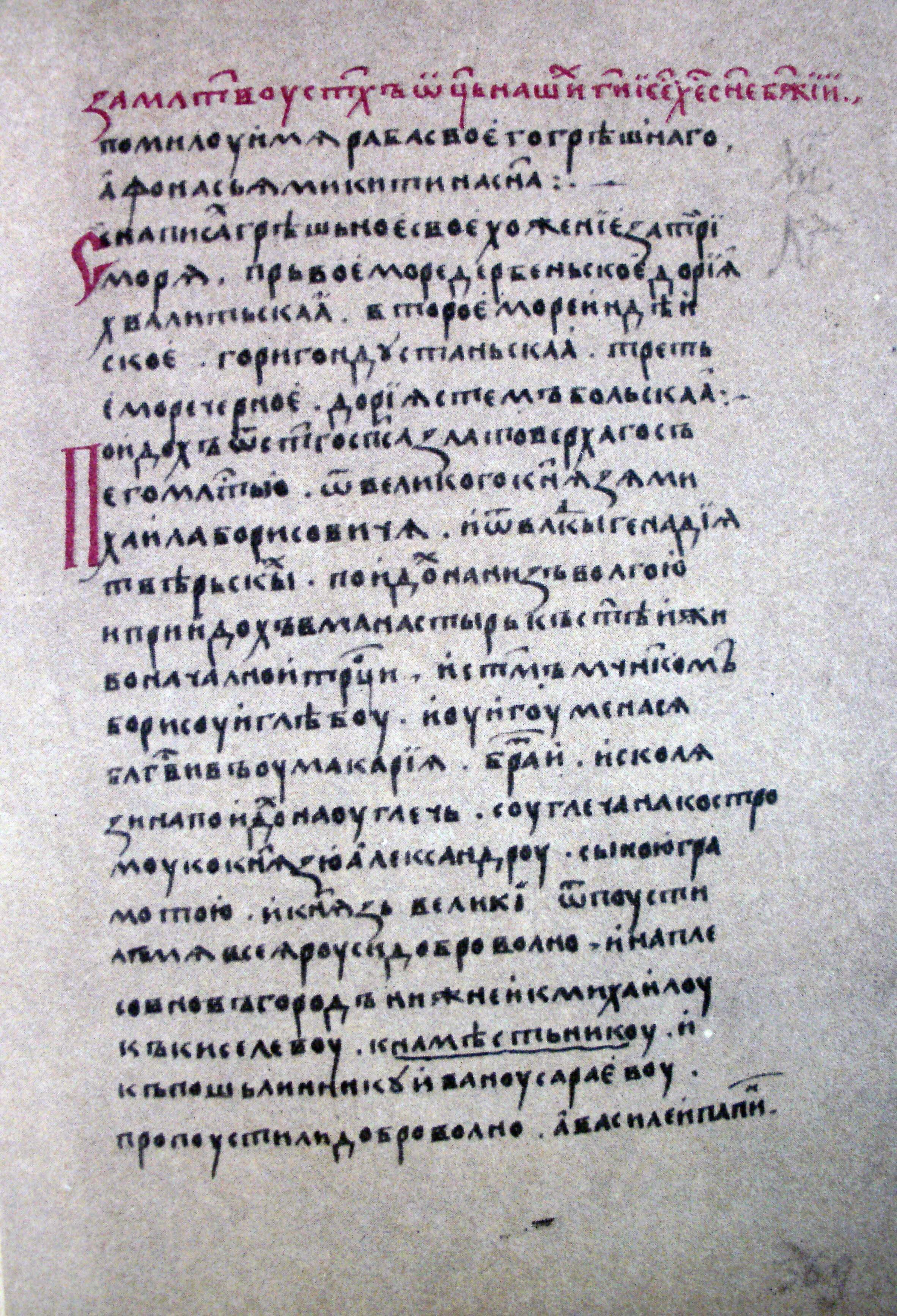
Faksimile der ersten Seite

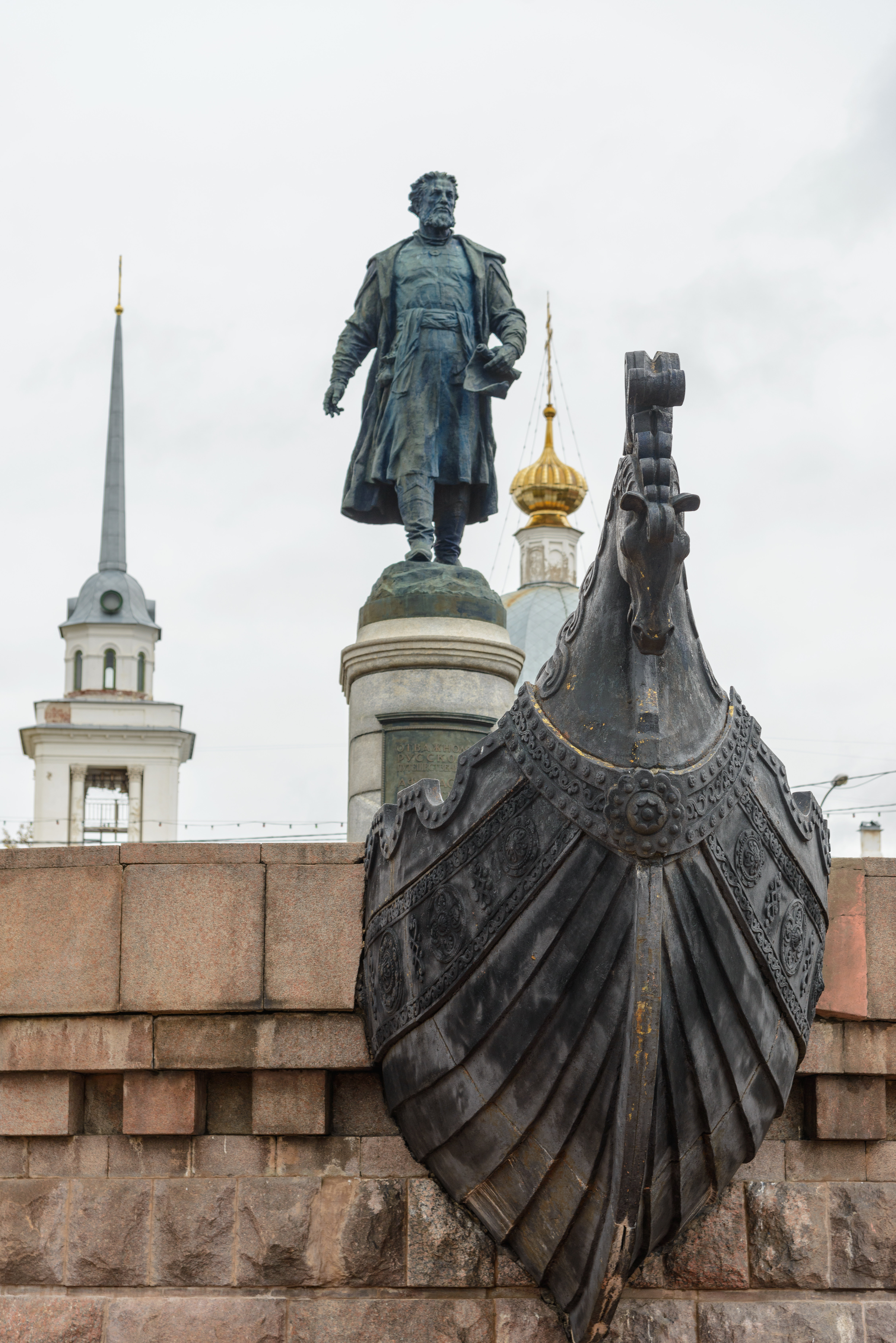
Denkmal für Afanassi Nikitin in Twer

Die Reise über drei Meere (russisch Хожение за три моря / Choschenije sa tri morja, wiss. Transliteration Choženie za tri morja) des russischen Kaufmannes Afanassi Nikitin (gest. Ende 1472 bei Smolensk) in den Jahren 1466–1472 war eine Reise, bei der der Kaufmann Nikitin von Twer an der Wolga nach Indien reiste und  vor der Rückkehr in seine Heimatstadt starb. Sein Reisebericht ist in Abschriften überliefert und wurde erstmals 1821 gedruckt. Er gilt als „der erste Reisebericht in der altrussischen Literatur überhaupt “.

## Geschichte
Der bekannte russische Historiker N. M. Karamsin hatte es in der Troickij-Handschrift (Ende des 15. oder Anfang des 16. Jahrhunderts) aufgeschlagen und hat Fragmente daraus 1818 in den Anmerkungen zum Band VI der „Geschichte des Staates Russland“ veröffentlicht. Vollständig hat es P. M. Strojew 1821 in der Ausgabe der Zweiten Sophienchronik veröffentlicht. Karamsin schrieb:

„Bisher wussten die Geographen nicht, dass die Ehre einer der ältesten, beschriebenen europäischen Reisen nach Indien dem Russland des Ioann gebührt ... Sie (die Reise) beweist, dass Russland im 15. Jahrhundert seine Taverniers und Chardins hatte, weniger aufgeklärt, aber ebenso kühn und unternehmungslustig; dass die Inder vor Portugal, Holland, England davon hörten. Während Vasco da Gama nur daran dachte, einen Weg von Afrika nach Hindustan zu finden, trieb unser Twerer bereits an den Küsten von Malabar Handel...“

## Reiseroute
Von Athanasius Nikitin besuchte Städte:
Kaljasin
Uglitsch
Kostroma
Pljos
Nischni Nowgorod
Kasan
Orda
Uslan
Sarai
Berekesan
Astrachan
Derbent (zweimal)
Schemacha
Baku
Tschepakur
Sari
Amol
Demavad
Rey
Kaschan (zweimal)
Nain
Yazd (zweimal)
Sirdschan
Tarom
Lar (zweimal)
Bandar (zweimal)
Hormus (zweimal)
Maskat (zweimal)
Dega
Cambay (Khambhat)
Chaul
Junnar
Bidar (dreimal)
Parwat
Gulbarga (viermal)
Kallur (zweimal)
Raichur
Golkonda
Aland (zweimal)
Dabhol
Schiras
Abarkuh
Isfahan
Ghom
Sawa
Soltaniye
Täbris
Erzincan
Trabzon
Wona
Platana
Balaklawa
Hursuf
Caffa
Kiew
Mogiljow

## Verschiedenes

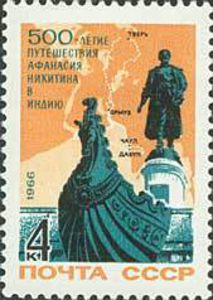
Sowjetische Briefmarke von 1966 zum 500. Jahrestag der Reise mit einer Abbildung des Denkmals in Twer

Inspiriert von dem Buch wurde ein gleichnamiger Film (1957), der in Zusammenarbeit von der UdSSR und Indien entstand. Das Drehbuch wurde von Khwaja Ahmad Abbas und Maria Smirnowa geschrieben und er wurde von Khwaja Ahmad Abbas und Wassili Pronin inszeniert.